# Opiliotarbus elongatus
Opiliotarbus, Opiliotarbidae
Famille
Genre
Espèce
Synonymes
- †Architarbus elongatum Scudder, 1890

Opiliotarbus elongatus, unique représentant du genre Opiliotarbus et de la famille des Opiliotarbidae, est une espèce fossile d'arachnides de l'ordre des Phalangiotarbida ayant vécu au Carbonifère et au Permien. Cette espèce a été découverte dans le Lagerstätte de Mazon Creek en Illinois aux États-Unis, puis en Allemagne.

## Description

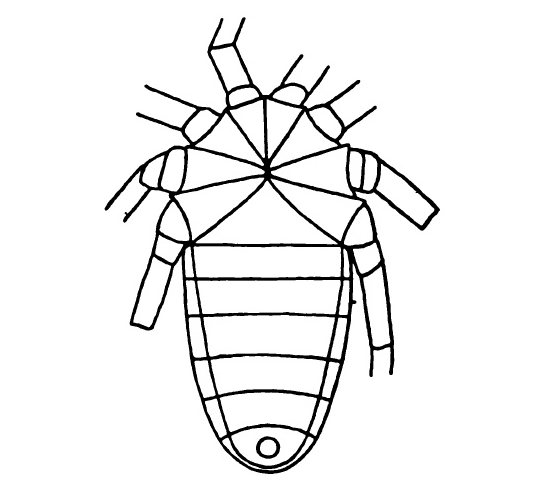
Opiliotarbus elongatus dans la monographie des Arachnides paléozoïques terrestres d'Amérique du Nord, figure 86, Page79.

Long de 20 cm, à l'abdomen segmenté et dans la continuité du céphalothorax, cet arachnide a pu avoir, selon la longueur (inconnue) de ses pattes, une envergure allant de 35 cm à 50 cm, d'où son nom qui évoque les opiliones actuels avec l'adjectif grec ταρβóς/tarbos : « redoutable ». C'était vraisemblablement un prédateur des sous-bois, comme ses homologues actuels les amblypyges ou les solifuges.

## Classification
L'espèce Opiliotarbus elongatus a été initialement décrite en 1890 par Samuel Hubbard Scudder sous le protonyme Architarbus elongatum,,.
En 1911, Reginald Innes Pocock crée le genre Opiliotarbus pour l'y reclasser sous le taxon Opiliotarbus elongatus,. Selon certaines sources, telles que GBIF, la date de création de ce genre est 1910, ce qui semble incorrect au regard de la publication originale.
En 1945, Aleksandr Ivanovitch Petrounkiévitch crée la famille des Opiliotarbidae[réf. incomplète].

### Publications originales
- Famille des Opiliotarbidae :
  - (en) Alexander Petrunkevitch, « Palaeozoic Arachnida. An inquiry into their evolutionary trends », Scientific Papers, Illinois State Museum, 1945, vol. 3, n. 2, p. 1–76.
- Genre Opiliotarbus :
  - (en) Reginald Innes Pocock, A monograph of the terrestrial Carboniferous Arachnida of Great Britain, Londres, Adlard and Son, 1911, 118 p. (OCLC 6929939, DOI 10.5962/BHL.TITLE.46330, lire en ligne).
- Espèce Opiliotarbus elongatus :
  - (en) Samuel H. Scudder, « Illustrations of the Carboniferous Arachnida of North America, of the orders Anthracomarti and Pedipalpi », Memoirs read before the Boston Society of Natural History, Boston, Inconnu, vol. 4, no 11,‎ 7 mai 1890, p. 443–456 (ISSN 0271-5708, OCLC 1680888, lire en ligne).